# Perivóli (Makrakómi, Phthiotide)
Perivóli, en grec moderne : Περιβόλι, est un village du dème de Makrakómi, dans le district régional de Phthiotide, en Grèce-Centrale.
Selon le recensement de 2011, la population du village s'élève à 127 habitants.